# Good Morning America
Good Morning America (GMA) är ett amerikanskt TV-morgonprogram och talkshow som sänds på det nationella nätverket American Broadcasting Company (ABC) sedan 3 november 1975. Programmet är två timmar långt. En tredje timme sändes exklusivt av den digitala nyhetskanalen ABC News Now 2007-2008. Den nuvarande helgversionen av programmet, Good Morning America Weekend Edition, premiärvisades 2004.
Programmet innehåller både nationella och lokala nyheter, intervjuer med personer som ofta har kopplingar till aktuella händelser och nyheter samt väder. Programmet produceras och direktsänds från studior vid Times Square Studios i New York med torget som bakgrund. Nuvarande programledare är Diane Sawyer och Robin Roberts. Programmets långvariga ankare Charles Gibson lämnade showen den 28 juni 2006 för att istället få det prestigefyllda uppdraget som ankare för ABC:s nationella kvällsnyheter ABC World News.
GMA har av tradition i princip alltid varit nummer två efter NBC:s Today Show, som var det först morgonprogrammet i USA och i världen. GMA var dock mycket starka under slutet av 1980-talet till mitten av 1990-talet med de populära ankarna Gibson och Joan Lunden som tog programmet förbi Today Show i tittarmätningarna. GMA har vunnit båda de första två Emmy prisen för Outstanding Morning Program. Priset 2007 fick man delat tillsammans med konkurrenten Today Show och priset 2008 vann man på egen hand.
I maj 1988 sändes programmet från Sverige i en vecka för att högtidlighålla 350-årsjubileet av Nya Sveriges grundande. De programmen sändes även på kvällstid i Kanal 1.

## Kopior världen över
The Today Show och Good Morning Americas koncept har kopierats av hundratals TV-bolag världen över. Konkurrenten CBS har ett morgonprogram med namnet The Early Show som brukar komma på tredje plats i tittarmätningarna. I andra länder, som Storbritannien finns BBC:s Breakfast och ITV:s GMB som följer samma format. I Kanada programmet Canada AM på CTV. I Sverige har TV4 respektive SVT gjort egna versioner av konceptet i form av programmen Nyhetsmorgon och Gomorron Sverige.